# Liga a V-a Ialomița
Liga a V-a Ialomița este a doua competiție fotbalistică din județul Ialomița organizată de Asociația Județeană de Fotbal (AJF) Ialomița și este al cincilea eșalon al sistemului de ligi ale fotbalului românesc. Competiția este formată din trei serii, două cu 12 echipe și o serie cu 14 echipe, dar numărul echipelor participante este variabil și depinde de numărul de echipe retrogradate din Liga a IV-a Ialomița sau al numărului de echipe nou înscrise.

## Lista echipelor câștigătoare
| Sezonul   | Seria I                    | Seria II                 | Seria III          |
| --------- | -------------------------- | ------------------------ | ------------------ |
| 2013–2014 | Unirea Mihail Kogalniceanu | Recolta Bărcănești       | ―                  |
| 2014–2015 | Rapid Fetești              | Unirea Ion Roata         | ―                  |
| 2015–2016 | Bărăganul Ciulnița         | Secunda Adâncata         | ―                  |
| 2016–2017 | Spartacus Iazu             | Olimpia Rădulești        | ―                  |
| 2017–2018 | Unirea Grivița             | Fulgerul Fierbinți       | ―                  |
| 2018–2019 | Abatorul Slobozia II       | Înfrâțirea Jilavele      | ―                  |
| 2019–2020 | Unirea Scânteia            | Olimpia Rădulești        | ―                  |
| 2020–2021 | Nu s-a disputat            | Nu s-a disputat          | Nu s-a disputat    |
| 2021–2022 | Albești 08                 | Secunda Adâncata         | ―                  |
| 2022–2023 | Junior Țăndărei            | Unirea Grivița           | Stăruința Broșteni |
| 2023–2024 | Unirea Mihail Kogalniceanu | Recolta Gheorghe Doja II | FC Dridu           |

1. ↑  Sezonul 2020–21 nu s-a disputat din cauza Pandemiei de COVID-19 din România.